# Pender (Nebraska)
Pender je selo u američkoj saveznoj državi Nebraska. Prema popisu stanovništva iz 2010. u njemu je živjelo 1,002 stanovnika.